# Westerhorn (Westerkwartier)
Westerhorn, tot de 17e eeuw Westerdijken genoemd, is een langgerekt gehucht in de gemeente Westerkwartier in het westen van de Nederlandse provincie Groningen. Het ligt langs een oude dijk tussen Grijpskerk en Hilmahuis, die nu Westerhornerweg wordt genoemd. De naam verwijst naar een horn, een hoek, in de dijk.
Westerhorn (Westerdijken) was begin 16e eeuw de oostelijke van de drie kluften waaruit Grijpskerk ontstond. De andere twee waren de noordelijke Ruigewaard en de westelijke Juursemakluft.

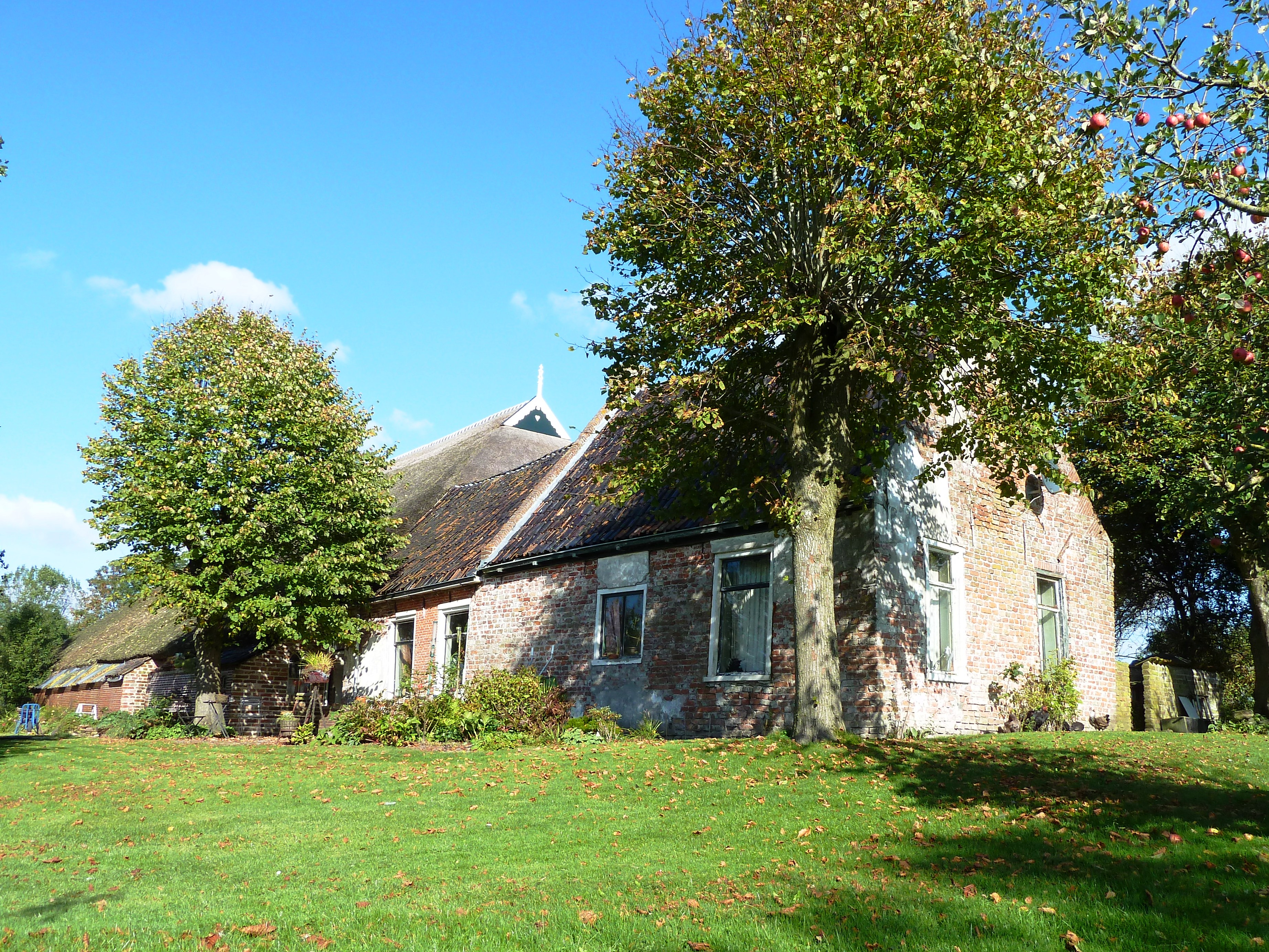
Boerderij met deels 16e-eeuws voorhuis in de Westerhorn